# Departamento de Publicidad e Información
Departamento de Publicidad e Información o de manera no-oficial Departamento de Propaganda y Agitación es un departamento del Comité Central del Partido de los Trabajadores de Corea (PTC) encargado de coordinar la creación y difusión de propaganda en Corea del Norte. Es la organización de propaganda más alta del país.
La historia del departamento se remonta a la Administración Civil Soviética que siguió a la división de Corea en 1945. Las operaciones de agitación del departamento alcanzaron su apogeo en los años posteriores a la Guerra de Corea.
Aunque nominalmente depende del Comité Central del PTC, el departamento depende directamente de Kim Jong-un. El departamento se encuentra actualmente bajo la dirección efectiva de su primer subdirector, Kim Yo-jong, hermana de Kim Jong-un, mientras que su jefe nominal es Ri Il-hwan. El departamento tiene varias oficinas y oficinas bajo su control.
El departamento establece pautas para todos los materiales de propaganda producidos y supervisa todos los medios de comunicación de Corea del Norte. Sin embargo, para mantener su carácter clandestino, las acciones relacionadas con la represión de los medios de comunicación se atribuyen nominalmente al Ministerio de Cultura.

## Liderazgo
- Kim To-man
- Pak Chang-ok (director, 1950-1955)
- Pak Yong-bin (director, febrero de 1950 -)
- Jong Kyong-hui (subdirector, 1961 -)
- Kim Hyon-nam (director, 2002 -)[3]
- Choe Ik-gyu (director, 2009 - febrero de 2010)[4][5]
- Kang Nung-su (director, febrero de 2010 -)
- Jong Ha-chol (subdirector)[6]
- Ri Jae-il (ex primer subdirector)
- Kim Ki-nam (subdirector, 1966 - octubre de 2017)[7][8]
- Pak Kwang-ho (director, octubre de 2017 - enero de 2020)
- Ri Jae-il (director, enero de 2020 - febrero de 2021)
- Kim Yo-jong (primer subdirector y director de facto , noviembre de 2014 hasta la actualidad)[9]
- Kim Jong-il
- Kim Jong-nam